# Ель Вильсона
Ель Вильсона (лат. Picea wilsonii) — вид рода Ель (Picea) семейства Сосновые (Pinaceae). Эндемик Китая.

## Распространение и среда обитания
Ель Вильсона растёт в Китае на территории таких провинций Ганьсу, Хэбей, Хубей, Шаньси, Шэньси, Сычуань, Цинхай и автономного района Внутренняя Монголия. Это высокогорный вид (на высотах 1400-3000 м), произрастающий на известняковых и подзолистых горных почвах в континентальном (от горного до субальпийского) климате. Обычно растёт в сообществе с елью шероховатой (Picea asperata), елью пурпурной (P. purpurea), елью Мейера (P. meyeri).

## Ботаническое описание
Ель Вильсона — вечнозелёное дерево до 50 метров высотой и 130 см диаметров (на высоте 1,5 м) с пирамидальной кроной. Кора серая, нерегулярно лущенная. Иголки прямые и слегка согнутые размером 8-13 × 1,2-1,7 мм, на вершине заострённые. Семенные шишки изначально зелёные, при созревании — жёлто-коричневые, яйцевидные, размером 5-8 × 2,5-4 см. Семена оборотнояйцевидные длиной 3-4 мм, с 8-11 мм светло-коричневыми крыльями. Опыляется в апреле, семена созревают в октябре.

## Значение
В Китае ель является источником древесины для ряда промышленностей. В садоводстве выращивается на севере Китая и в России, а также встречается в Европе и США.

## Природоохранная ситуация
Невзирая на продолжение вырубки в некоторых местах, Международный союз охраны природы присвоил виду статус «Least Concern» (LC, «наименьший риск»).